# Forndorf (Gemeinden Perg, Windhaag)
Forndorf  ist ein Ort im Bezirk Perg im Unteren Mühlviertel in Oberösterreich, Teil der Ortschaft Lehenbrunn in der Katastralgemeinde Pergkirchen der Stadtgemeinde Perg und Ortschaft in der Katastralgemeinde Altenburg der Gemeinde Windhaag bei Perg.

## Geographie
Die Siedlung liegt auf etwa 360 m ü. A. nordöstlich oberhalb der Stadt Perg am südlichen Rand des österreichischen Granit- und Gneishochlands.
Aus geologischer und geomorphologischer Sicht sowie unter Aspekten der Raumnutzung gehört Forndorf zu zwei der 41 Raumeinheiten des Bundeslandes Oberösterreich. Ein kleiner Teil der Ortschaft gehört zur Raumeinheit Aist-Naarn-Kuppenland während der andere Teil zur Raumeinheit Südliche Mühlviertler Randlagen gehört.
Die Gemeindegrenze zwischen Perg und Windhaag verläuft direkt an der Ortsstraße, sodass der Ort in zwei Gemeinden fällt. In Perg zählt die Ortschaft statistisch zu Lehenbrunn und die Ortstafeln lauten daher Forndorf-Lehenbrunn.
Der Ort umfasst etwa 45 Gebäude, je etwa zur Hälfte in den beiden Gemeinden.
Nachbarorte
| Hochtor (Gem. Windhaag b.P.)                    | Pragtal (Gem. Windhaag b.P.)                | Altenburg (Gem. Windhaag b.P.) |
| Karlingberg/Pasching (Gem. Perg, Windhaag b.P.) | Kompassrose, die auf Nachbargemeinden zeigt |                                |
| Lehenbrunn/Mitterberg (Gem. Perg)               |                                             | Lehenbrunn/Dörfl (Gem. Perg)   |